# Telliring
Der Telliring ist ein kreisrunder Grasplatz in der Schweizer Stadt Aarau, der als die erste öffentliche Turnanlage der Schweiz gilt. Er befindet sich im Quartier Telli östlich der Altstadt. Auf ihm fand im Jahre 1832 das erste Eidgenössische Turnfest anlässlich der Gründung des Eidgenössischen Turnvereins (heute Schweizerischer Turnverband) statt. Ebenso findet hier jeweils die Morgenfeier des traditionsreichen Maienzugs statt.

## Geschichte

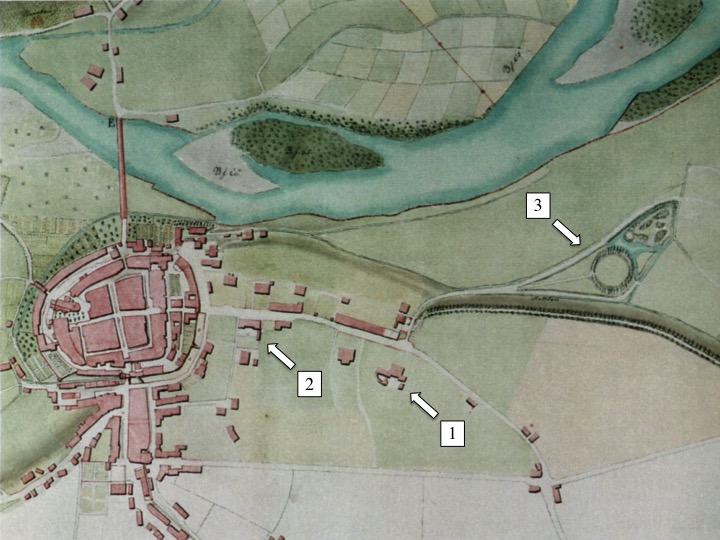
Aarau auf dem Aareplan von Samuel Kyburz, 1809. 1: Meyerhaus, 2: Kantonsschule, 3: Telliring.

1801 kam der bayerische Pestalozzi-Schüler Andreas Moser (1766–1806) nach Aarau, um als Privatlehrer der Kinder von Johann Rudolf Meyer Sohn zu wirken. Wenig später gehörte er zu den Mitbegründern der am 6. Januar 1802 eröffneten Kantonsschule, die als Kaderschmiede der Helvetischen Republik konzipiert war, und unterrichtete dort unter anderem Landwirtschaft und Gymnastik. Um Leibesübungen und Pflanzungen möglichst nahe beieinander durchführen zu können, legte er mit Hilfe der Schüler planmässig einen Platz an. Noch bevor die Anlage fertiggestellt war, musste Moser im September 1802 aufgrund einer religiös motivierten Hetzkampagne die Stadt fluchtartig verlassen. Dessen ungeachtet wurde der Platz wie vorgesehen als Turnanlage genutzt, womit der Telliring als erster öffentlicher Turnplatz der Schweiz gilt.
Um den Platz weiter zu verschönern, führte die Schuldirektion 1803 und 1804 Spendenaktionen durch. Gemäss einem Plan des Geometers Samuel Kyburz von 1809 bestand der Platz aus einem inneren und äusseren Kreis von Lindenbäumen fürs Turnen (der entfernt an die Rousseau-Insel im Park von Ermenonville erinnert), einer Allee gegen die Stadt hin, einem Weiher für Schwimmen und Eislaufen sowie einem Arboretum. Die Schule vernachlässigte zwischenzeitlich den Turnunterricht, weshalb die Stadt das Gelände von 1814 bis 1818 für private Nutzung verpachtete. Auch danach mussten die Schüler einige Jahre lang den Turnunterricht selbst organisieren und für die Anschaffung von Geräten eine «Turnkasse» führen.
Am 24. und 25. August 1832 versammelten sich akademische Turner aus Basel, Bern, Luzern und Zürich im Aarauer Tellring und führten zusammen mit den Kantonsschülern das Eidgenössische Turnfest durch. Ebenso gründeten sie hier den Eidgenössischen Turnverein, der bis heute (als Schweizerischer Turnverband) seinen Sitz in Aarau hat. Seither gilt der Platz als Denkmal der aufklärerischen Bildungskultur des frühen 19. Jahrhunderts. Ab 1836 war der Turnunterricht obligatorisch, doch mussten die Schüler im Winter auf angemietete Scheunen oder Wirtshaussäle ausweichen. Abhilfe schuf das 1843 erbaute, heute noch bestehende achteckige Turnhäuschen.

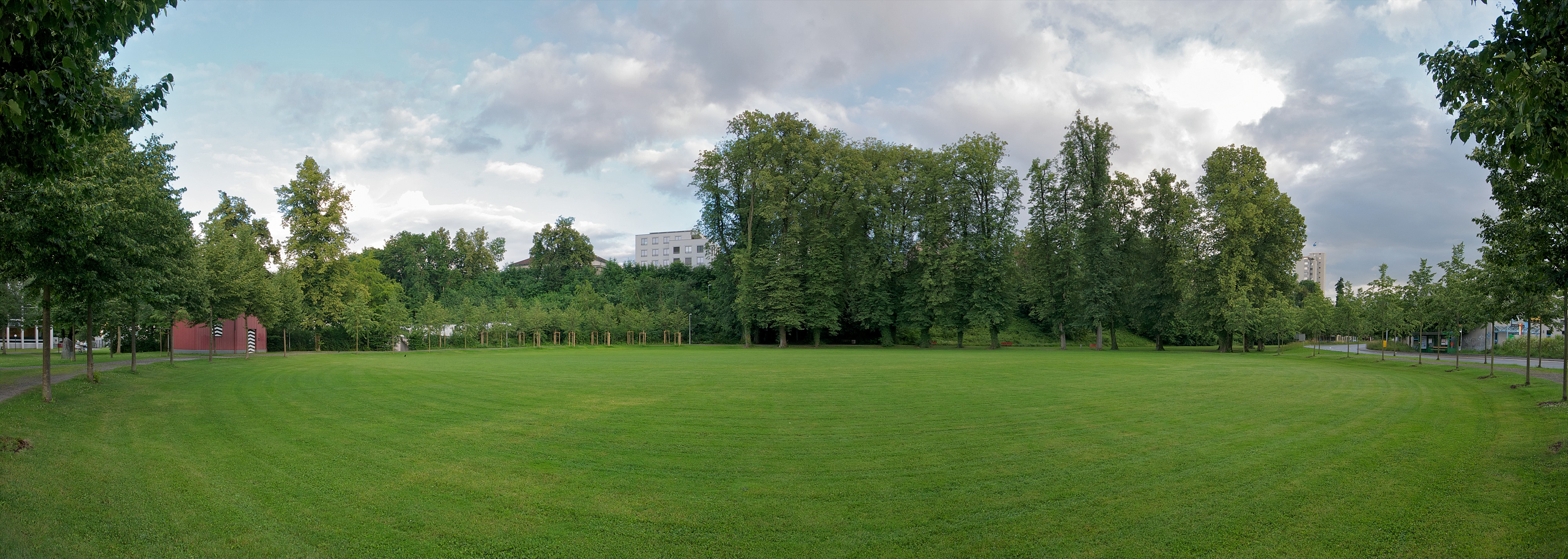
Panorama

Seit jeher endete der traditionsreiche Maienzug in der Stadtkirche. Da dieser im Jahr 1890 wegen Renovationsarbeiten nicht zur Verfügung stand, trafen sich die Festteilnehmer erstmals im Telliring zur Morgenfeier. Die Idee fand derart viel Gefallen, dass die Feier seither jedes Jahr hier stattfindet, sofern es das Wetter zulässt. Der Schriftsteller Charles Tschopp schrieb dazu: «Der Ring mächtiger Bäume mit seiner etwas vertieften inneren Ründe mag an ein lebendiges Kolosseum erinnern, bei dem aber Zuschauer und Spieler in der Arena und Rängen eine Schar und eins sind.» Anlässlich der Hundertjahrfeier des Kantons Aargau fand im Telliring am 3. Juli 1903 der offizielle Festakt statt. 1958 wurde hier erstmals eine Gemeindeversammlung unter freiem Himmel abgehalten.
Zu Beginn der 1970er Jahre planten die Stadt und der Kanton eine mehrspurige Strasse durch das Aaretal und eine Nordumfahrung. Dabei wäre ein grosser Teil des Tellirings zerstört worden. Nachdem der Stadtrat und der Einwohnerrat zugestimmt hatten, kam ein Referendum zustande. Daraufhin lehnten die Stimmberechtigten im Jahr 1971 das Projekt deutlich ab und der Telliring blieb erhalten. Nach dem Bezug einer neuen Sportanlage weiter östlich stellte die Kantonsschule im Jahr 1974 den Turnunterricht im Telliring ein. Hingegen wird der Platz weiterhin von Schülern der Berufsschule und der Schule für Gestaltung genutzt, ebenso regelmässig als Festplatz.

## Baumbestand
1973 begannen die ersten Linden aus der Anfangszeit abzusterben. Eine Bestandesaufnahme zu Beginn des 21. Jahrhunderts bewertete 27 Bäume als «absterbend und gefährlich» und weitere 76 als «stark geschädigt». Der historische Baumbestand war akut von Stammfäule und Hallimasch-Pilzen befallen. 2004 beschloss der Stadtrat, 400'000 Franken für die Sanierung des Tellirings bereitzustellen. Nachdem das ursprüngliche Konzept einer einmaligen Ersatzmassnahme verworfen worden war, ersetzte man die Bäume bis 2017 in jährlichen Etappen durch Neupflanzungen. Dabei berücksichtigte man den Zustand bzw. die Sicherheitsgefährdung der einzelnen Bäume. Baumspezialisten begutachteten sie vor Ersatz und achteten auf Lücken, damit die jungen Linden genügend Licht erhielten. Um Fledermäuse vor der Fällung zum Verlassen der zahlreichen Baumhöhlen zu veranlassen, lockte man sie mit Fledermauskästen an.